# Alexis García
Alexis García (Quibdó, 21 juli 1960) is een voormalig profvoetballer uit Colombia, die na zijn actieve carrière het trainersvak instapte. Hij nam met het Colombiaans voetbalelftal deel aan de Olympische Spelen van 1980 in Moskou.

## Clubcarrière
García speelde achttien seizoenen als middenvelder voor achtereenvolgens Once Caldas en Atlético Nacional. Met die laatste club won hij tweemaal de Colombiaanse landstitel, en een keer de Copa Libertadores. Hij speelde in totaal 58 duels (vijf goals) in de Copa Libertadores.

## Interlandcarrière
García kwam in totaal 24 keer (twee doelpunten) uit voor de nationale ploeg van Colombia in de periode 1988–1993. Hij ontbrak in de selectie voor het WK voetbal 1990, maar deed wel mee namens Colombia aan de Copa América's van 1991 en 1993.
| Interlanddoelpunten | Interlanddoelpunten | Interlanddoelpunten | Interlanddoelpunten         | Interlanddoelpunten | Interlanddoelpunten | Interlanddoelpunten | Interlanddoelpunten |
| #                   | Datum               | Locatie             | Wedstrijd                   | Goal(s)             | Score               | Uitslag             | Wedstrijd           |
| ------------------- | ------------------- | ------------------- | --------------------------- | ------------------- | ------------------- | ------------------- | ------------------- |
| 1                   | 08/05/1993          | Miami               | Verenigde Staten – Colombia | 68'                 | 1 – 2               | 1 – 2               | Oefeninterland      |
| 2                   | 21/05/1993          | Bogota              | Colombia – Venezuela        | 9'                  | 1 – 0               | 1 – 1               | Oefeninterland      |

## Erelijst

### Speler
Atlético Nacional
- Colombiaans landskampioen

1991, 1994
- Copa Libertadores

1989
- Copa Interamericana

1990, 1995
- Copa Merconorte

1998

### Trainer-coach
Equidad Club Deportivo
- Categoría Primera B

2006
- Copa Colombia

2008